# Anthurium cabuyalense
Anthurium cabuyalense är en kallaväxtart som beskrevs av Thomas Bernard Croat och J.Rodr.Salvador. Anthurium cabuyalense ingår i släktet Anthurium och familjen kallaväxter. Inga underarter finns listade.